# دورياناوية
دورياناوية (الاسم العلمي: Durioneae) هي قبيلة نباتية تتبع فصيلة الخبازية من رتبة الخبازيات.

## أجناس
- دوريان (الاسم العلمي: Durio)
- نيسية (الاسم العلمي: Neesia)
- (الاسم العلمي: Coelostegia)
- كسترمنسية (الاسم العلمي: Kostermansia)
- كولينية (الاسم العلمي: Cullenia)